# Cedreloideae
Cedreloideae, potporodica jasenjačevki (Meliaceae). Sastoji se od 14 rodova, tipični je rod drveća Cedrela, sa 16 vrsta iz Meksika, Srednje i Južne Amerike i Kariba.

## Rodovi
1. Chukrasia A. Juss. (1 sp.)
2. Schmardaea H. Karst. (1 sp.)
3. Capuronianthus J.-F. Leroy (2 spp.)
4. Lovoa Harms (2 spp.)
5. Entandrophragma C. DC. (11 spp.)
6. Toona (Endl.) M. Roem. (6 spp.)
7. Cedrela P. Browne (16 spp.)
8. Soymida A. Juss. (1 sp.)
9. Neobeguea J.-F. Leroy (3 spp.)
10. Pseudocedrela Harms (1 sp.)
11. Swietenia Jacq. (4 spp.)
12. Khaya A. Juss. (8 spp.)
13. Xylocarpus J. Koenig (3 spp.)
14. Carapa Aubl. (20 spp.)